# Termenei bei Wilhelmshausen
Termenei bei Wilhelmshausen este o arie protejată (arie specială de conservare — SAC, sit de importanță comunitară — SCI) din Germania întinsă pe o suprafață de 28,32 ha, integral pe uscat.

## Localizare
Centrul sitului Termenei bei Wilhelmshausen este situat la coordonatele 51°24′18″N 9°33′40″E / 51.405°N 9.5611°E.

## Înființare
Situl Termenei bei Wilhelmshausen a fost declarat sit de importanță comunitară în noiembrie 2004 pentru a proteja un număr necunoscut de specii din flora spontană și fauna sălbatică aflate în arealul zonei. Situl a fost protejat și ca arie specială de conservare în martie 2008.

## Biodiversitate
Situată în ecoregiunea continentală, aria protejată conține 2 habitate naturale: Pajiști uscate europene, Păduri de fag Luzulo-Fagetum.
La baza desemnării sitului se află un număr nedeclarat de specii protejate.
Pe lângă speciile protejate, pe teritoriul sitului au mai fost identificate 1 specie de amfibieni, 1 specie de nevertebrate.